# بن ایستر
بن ایستر (به انگلیسی: Ben Easter) (زاده ۱ مهٔ ۱۹۷۹)، بازیگر آمریکایی است.
از فیلم‌های معروف او می‌توان به بازی در فیلم همیشه یادم می‌ماند که تابستان پیش چه کردی اشاره کرد.